# 10386 Ромул
10386 Ромул (10386 Romulus) — астероїд головного поясу, відкритий 12 жовтня 1996 року.
Тіссеранів параметр щодо Юпітера — 3,050.
Назва від імені міфічного співзасновника Риму - Ромула